# Laguna Beach (programa de televisión)
Laguna Beach: The Real Orange County (mencionado comúnmente solo "Laguna Beach")  un programa de televisión estadounidense transmitido por MTV desde el 28 de septiembre de 2004 hasta el 15 de noviembre de 2006. Documenta la vida de varios adolescentes que asisten y cursan su último año de preparatoria en Laguna Beach, Laguna Beach, en California, cerca de Los Ángeles.
El drama es el principal punto de la serie en el que se ven involucrados el amor, los amigos y los temas de las subreales vidas de los adinerados adolescentes en este condado.

## Historia
Laguna Beach narra las vidas de varios estudiantes que asisten a Laguna Beach High School. Cada temporada comienza con una narración de la serie protagonizada por Lauren Conrad (temporada 1), Kristin Cavallari (temporada 2) y Tessa Keller (temporada 3) presagiando el tema del episodio. Cada temporada concluye con un final, que generalmente involucra un evento importante, como una relación progresiva o el final del año escolar. La mayoría de las entregas giran en torno a la vida cotidiana de los estudiantes, pero el programa pone énfasis en sus vidas personales, más que académicas.
A lo largo de su carrera, el programa se basó en ocho (temporada 1-2) y nueve (temporada 3) miembros del elenco principales, a quienes se les atribuyó el nombre de pila. Los principales miembros originales del reparto fueron Conrad , Cavallari , Lo Bosworth , Stephen Colletti , Morgan Olsen, Trey Phillips, Christina Schuller y Talan Torriero. La segunda temporada vio las incorporaciones de Taylor Cole, Alex Murrel , Jessica Smith y Jason Wahler. Al final de la temporada, todos los estudiantes se habían graduado de la escuela secundaria y abandonaron la serie antes de que comenzara la producción de la tercera temporada. En consecuencia, el programa se renovó para mostrar un grupo completamente nuevo de estudiantes actuales.

### Línea de tiempo
En el estreno del programa se presentó por primera vez a Lauren Conrad, quien con sus amigos Lo Bosworth , Stephen Colletti , Morgan Olsen, Trey Phillips y Christina Schuller estaba completando su último año en Laguna Beach High School. Se demostró que los estudiantes más jóvenes Kristin Cavallari y Talan Torriero estaban terminando su tercer año. La primera temporada destacó el triángulo amoroso que involucra a los rivales Conrad y Cavallari y su interés amoroso compartido Colletti. Los dos últimos finalmente comenzaron una relación romántica tormentosa. Mientras tanto, la estrecha amistad entre Bosworth y Conrad proporcionó a ambos una influencia estabilizadora, similar al vínculo entre Olsen y Schuller. Phillips, un defensor de la participación de la comunidad juvenil, coordinó un desfile de modas en beneficio de la organización Active Young America. Tras la graduación acercándose al final de la temporada, se prepararon para dejar la preparatoria al comenzar sus estudios universitarios.
Al comienzo de la segunda temporada, Cavallari se convirtió en el narrador y punto focal. Ella y sus amigas Jessica Smith y Alex Hooser estuvieron involucradas en un conflicto con Alex Murrel y Taylor Cole, aunque parecían haberse reconciliado a medida que avanzaba la temporada. A pesar de preferir permanecer soltera durante su último año, Cavallari deseaba continuar su amistad con Colletti, aunque esta última enfrentaba dificultades para aceptar el cambio de dinámica. Poco después, Torriero desarrolló sentimientos románticos tanto por Cavallari como por Cole, aunque ambas mujeres no estaban interesadas en comenzar una relación con él. Mientras tanto, Jason Wahler salió con Smith, Murrel y Conrad en períodos separados durante la producción, aunque sus tendencias de mujeriego pusieron tensión en cada relación fallida. La temporada concluyó cuando los estudiantes recién graduados se prepararon para irse a la universidad. Además, a Conrad se le ofreció y aceptó un papel en un programa derivado titulado The Hills en la que se mudó a Los Ángeles para seguir una carrera en la industria de la moda.
Durante la tercera temporada, Tessa Keller se establece como la nueva narradora y posición principal de la serie, quien está involucrada en una relación turbulenta con Derek LeBon. Ella y su amiga Rocky Donatelli están peleando con Kyndra Mayo, Cami Edwards y Nikki Dowers. Keller permanece cercana a Chase Johnson, sin embargo, después de que Donatelli se reconcilia con su ex mejor amiga Breanna Conrad, ella se distancia de Keller. Johnson y su banda Open Air Stereo finalmente firman un contrato de grabación con Epic Records. Mientras tanto, Smith se encuentra en una relación intermitente con Cameron Brinkman.

#### Miembros del Elenco
| Miembros del elenco      | Temporadas       | Temporadas       | Temporadas       |
| Miembros del elenco      | 1                | 2                | 3                |
| Elenco Principal         | Elenco Principal | Elenco Principal | Elenco Principal |
| ------------------------ | ---------------- | ---------------- | ---------------- |
| Kristin Cavallari        | Principal        | Principal        |                  |
| Lauren 'LC' Conrad       | Principal        | Principal        | Invitada         |
| Stephen Colletti         | Principal        | Principal        |                  |
| Talan Torriero           | Principal        | Principal        |                  |
| Christina Schuller       | Principal        | Invitada         |                  |
| Lauren Bosworth 'LO'     | Principal        | Invitada         |                  |
| Morgan Olsen             | Principal        | Invitada         |                  |
| Trey Phillips            | Principal        | Invitado         |                  |
| Jessica Smith            | Secundaria       | Principal        | Secundaria       |
| Alex Murrel              |                  | Principal        | Invitado         |
| Jason Wahler             |                  | Principal        |                  |
| Taylor Cole              |                  | Principal        |                  |
| Breana Conrad            | Invitada         |                  | Principal        |
| Cameron Brinkman         |                  |                  | Principal        |
| Cami Edwards             |                  | Invitada         | Principal        |
| Chase Johnson            |                  |                  | Principal        |
| Kelan Hurley             |                  |                  | Principal        |
| Kyndra Mayo              |                  | Invitada         | Principal        |
| Lexie Contursi           |                  |                  | Principal        |
| Raquel "Rocky" Donatelli |                  |                  | Principal        |
| Tessa Keller             |                  |                  | Principal        |
| Elenco Recurrente        |                  |                  |                  |
| Alex Hooser              | Secundario       | Secundario       | Secundario       |
| Dieter Schmitz           | Secundario       | Secundario       |                  |
| Jenn Bunney              | Secundaria       | Secundaria       |                  |
| Loren Polster            | Secundaria       | Secundaria       |                  |
| Morgan Souders           | Secundaria       | Secundaria       |                  |
| Sam Ferguson             | Secundario       | Secundario       |                  |
| Casey Reinhardt          |                  | Secundaria       |                  |
| Cedric Channels          |                  | Secundario       |                  |
| Heidi Montag             |                  | Secundaria       |                  |
| Jeff Boyle               |                  | Secundario       |                  |
| Alex Atkinson            |                  |                  | Secundario       |
| Braeden Hurley           |                  |                  | Secundario       |
| Derek LeBon              |                  | Invitado         | Secundario       |
| Candace Siegmund         |                  |                  | Secundaria       |
| Clem Hansen              |                  |                  | Secundario       |
| EJ Gómez                 |                  |                  | Secundario       |
| Kylie Barela             |                  |                  | Secundaria       |
| Nick Gross               |                  |                  | Secundario       |
| Nick Walker              |                  |                  | Secundario       |
| Nikki Dowers             |                  |                  | Secundaria       |
| Rachel Swimmer           |                  |                  | Secundaria       |
| Tara Springer            |                  |                  | Secundaria       |
| Tyler Dowers             |                  |                  | Secundario       |

## Episodios
| Temporada | Temporada | Episodios | Estreno Original         | Estreno Original        |
| Temporada | Temporada | Episodios | Comienzo                 | Final                   |
| --------- | --------- | --------- | ------------------------ | ----------------------- |
|           | 1         | 11        | 28 de septiembre de 2004 | 14 de diciembre de 2004 |
|           | 2         | 18        | 25 de julio de 2005      | 14 de noviembre de 2005 |
|           | 3         | 16        | 16 de agosto de 2006     | 15 de noviembre de 2006 |

## Recepción
La primera temporada se estrenó el 28 de septiembre de 2004. La serie continuó al aire los martes por la noche hasta su conclusión el 7 de diciembre de 2004, momento en el que se emitieron once episodios. La segunda temporada se amplió a dieciocho episodios y se estrenó el 11 de julio de 2005, en su nuevo horario los lunes. El final de temporada se emitió el 14 de noviembre de 2005. La tercera y última temporada se estrenó el 16 de agosto de 2006 y concluyó después de dieciséis episodios el  15 de noviembre de 2006. A lo largo de junio de 2012 MTV emitió durante todo el mes un maratón matutino del programa, titulado "Retro Mania".  En 2013, el maratón pasó a llamarse "RetroMTV Brunch". El 13 de agosto de 2016, las reposiciones comenzaron a transmitirse en el nuevo canal hermano de MTV , MTV Classic. El rpgrama fue emitido por última vez en MTV el 30 de diciembre de 2016.

### The Hills
En 2006, el miembro del reparto Lauren Conrad fue protagonista de su propio spin-off titulado "The Hills". El programa se estrenó el 31 de mayo de 2006, inmediatamente después del final de la segunda temporada de Laguna Beach. Durante las primeras cinco temporadas, la serie se centró en Conrad cuando se mudó a Los Ángeles para seguir una carrera en la industria de la moda. También puso énfasis en su compañera de casa Heidi Montag y sus amigas Audrina Patridge y Whitney Port. Inicialmente, Conrad y Montag asistieron al Fashion Institute of Design & Merchandisingjuntos, aunque este último dejó la universidad después de recibir un empleo en Bolthouse Productions. Su amistad terminó después de que Montag comenzó a salir y finalmente se mudó a un apartamento con Spencer Pratt durante la segunda temporada; Conrad sospechara que Pratt hizo circular rumores de una cinta sexual que la involucraba a ella y a su exnovio Jason Wahler. En la tercera temporada, Lo Bosworth se convirtió en compañero de casa de Conrad y Patridge, lo que se convirtió en un factor de distanciamiento entre los dos últimos. 
Al final de la cuarta temporada, Conrad y Montag parecían llegar a un acuerdo, aunque las sospechas del primero continuaron inhibiendo una reconciliación. Mientras tanto, Port se mudó a la ciudad de Nueva York para aceptar un puesto en Diane von Fürstenberg, momento en el que empezó a  protagonizar su propio spin-off  "The City". Antes de la producción de la quinta temporada, se difundieron rumores de que Conrad deseaba dejar el programa para buscar otras oportunidades profesionales. Sin embargo, los productores la persuadieron de filmar diez episodios adicionales en la siguiente temporada. ]Hizo su última aparición en la serie durante el final de mitad de temporada, donde se reconcilió con Montag en su boda con Pratt. Kristin Cavallari asumió el liderazgo de la serie desde la segunda mitad de las temporadas en adelante. Después de emitir seis temporadas y 102 episodios, The Hills llegó a su fin el 13 de julio de 2010. Ese septiembre, el miembro del reparto recurrente de Brody Jenner declaró que se había filmado un final alternativo dle programa cuando lo protagonizaba Conrad

### Newport Harbor: El Verdadero Condado de Orange
Después de que la tercera temporada de Laguna Beach no lograra el éxito del formato original, los productores comenzaron a buscar otra localidad para una posible cuarta entrega del formato. Newport Harbor: The Real Orange County se estrenó el 13 de agosto de 2007 y mostró a un grupo de estudiantes que asistían a Newport Harbor High School. La serie fue narrada por Chrissy Schwartz, y también destacó a los compañeros de clase Clay Adler, Chase Cornwell, Sasha Dunlap, Grant Newman y Allie Stockton. Después de que el elenco y las historias no lograron atraer el interés de los espectadores, el programa fue cancelado el 2 de enero de 2008, después de doce episodios.